# Czinger 21C
El Czinger 21C es un automóvil superdeportivo híbrido eléctrico producido por el fabricante estadounidense Czinger desde 2021, creado con inteligencia artificial (IA). Se tenía planeada una producción de 80 unidades, cuyas entregas comenzarían a partir del primer trimestre de 2023.

## Presentación
Fue presentado en el Salón del Automóvil de Ginebra a principios de 2020 que fue cancelado por la Pandemia de COVID-19. En aquel momento, a muchos les pareció una idea fantasiosa de un prototipo que nunca llegaría a volverse realidad, pero una primera versión de producción ha logrado el récord de Laguna Seca. Fue llamado "21C" (21th Century) porque su objetivo era el de crear un superdeportivo para el siglo XXI.

## Diseño y fabricación
Su estética es más propia de un automóvil de carreras que de uno de calle. Su parte frontal cuenta con varios detalles aerodinámicos y cuatro ópticas. La luna delantera es especialmente amplia, a través de la cual solamente el piloto puede ver por ella. Los espejos retrovisores nacen en los pasos de rueda, mientras que el los laterales se mantiene la constante angulosa y aerodinámica de la parte delantera, igual que en la parte trasera donde se encuentra un alerón de considerables dimensiones. El chasis está hecho en fibra de carbono.
Ha sido diseñado, fabricado y ensamblado en Los Ángeles, California, utilizando las tecnologías de producción más avanzadas del mundo. Se construyó con un sistema de inteligencia artificial exclusivo y patentado. El propio fabricante también desarrolló el tren motriz a través de su propio software de diseño e ingeniería, incluyendo todo su proceso de producción desde cero, tanto la fabricación como el montaje. El proceso de diseño computarizado permite fabricar cada pieza para permitir el mejor rendimiento posible, con alta resistencia y bajo peso, es decir, las partes del coche están esencialmente impresas en 3D. Los componentes que no han sido diseñados en 3D son los paneles de la carrocería de fibra de carbono, ruedas, componentes del interior de cuero, tela, suspensión y el tren motriz. El fabricante quería que se centrara en la pista, por lo que lo han hecho lo más ligero posible.
Cada componente se diseña para usar el mínimo material necesario para poder garantizar la rigidez. Esto da como resultado un peso total de 1240 kg (2734 libras), es decir, que su relación peso a potencia es de 0,99 kg/CV. Cuando va a 161 km/h (100 mph) genera 615 kg (1356 libras) de carga aerodinámica y a 322 km/h (200 mph) genera 2500 kg (5512 libras). Además de las piezas impresas en 3D, el resto de la carrocería está hecha de fibra de carbono, titanio y aluminio, esculpido en túnel de viento para conseguir una efectividad aerodinámica casi de un monoplaza.
En su interior, la inusual disposición de asientos biplaza en configuración "1+1", coloca al pasajero justo detrás del piloto en posición tándem, cuya forma es similar a la cabina de un jet o en una motocicleta y con el volante colocado al centro al estilo de un McLaren F1, maximizando así el flujo de aire sobre la superficie del coche para generar adherencia sobre el asfalto cuando acelere a gran escala. La base de la defensa tiene una pestaña que divide el aire, enviando una parte por debajo y otra por encima de la carrocería. El alerón trasero destaca por su posicionamiento, dado que las estructuras de soporte no figuran netamente sobre el final de la carrocería, sino más bien se apoya en la curvatura de caída libre que genera la cabina. Adicionalmente, tiene instalada una cámara sobre el techo para poder disfrutar de la vuelta al trazado.
De acuerdo con la compañía, este modelo sería solamente el primero de una serie de vehículos de rendimiento exclusivo que pretenden lanzar en los próximos años. Sería comercializado con dos versiones distintas: una estándar con una carrocería más limpia y la llamada "Lightweight Track", que destaca por sus apéndices aerodinámicos en fibra de carbono y su gran alerón trasero, que le permitirían un rendimiento en pista mejorado.
Posteriormente, salió una nueva variante llamada "Czinger 21C V Max", enfocada a alcanzar mayores velocidades. La diferencia es que se ha modificado a una configuración de carrocería alargada, enfocada a un mayor rendimiento en línea recta, en detrimento del comportamiento en curva e ideada de manera peculiar y pensado en varias soluciones para reducir la resistencia al aire. Su diseño difiere de la versión normal con rasgos como los elementos aerodinámicos, siendo menores en este caso. El frontal tiene un separador ("splitter") más pequeño, además de la ausencia de los canards del modelo convencional. En la parte lateral se ven unos faldones suavizados, al igual que las propias líneas de la carrocería. Además, un rasgo en esa zona son las cubiertas de carbono en los rines para reducir la resistencia al aire. Finalmente, la parte trasera es la que más ha evolucionado en esta nueva configuración, que se presenta más sencilla, con un difusor más básico y una salida de escape reposicionada. Con todos estos cambios, han tratado de lograr que el coeficiente aerodinámico sea lo más bajo posible.

## Motorización
Está equipado con un V8 biturbo de 2,88 litros (175,7 plg³) de cigüeñal plano fabricado internamente por el propio fabricante, con algunas partes que se han impreso también en 3D. Al ser híbrido, también está combinado con dos motores eléctricos de alto rendimiento, cada uno accionando una rueda delantera, por lo que es de tracción en las cuatro ruedas. El V8 puede funcionar con gasolina normal, pero también puede utilizar metanol reciclado con carbono y otros combustibles electrónicos, es decir, está diseñado para todo lo ecológico que puede ser un coche de este tipo, de modo que podría convertirse en un vehículo de cero emisiones.
El V8 produce 950 HP (963 CV; 708 kW) a las 11 000 rpm y 550 lb·pie (746 N·m) de par máximo por sí solo, mientras que la potencia total combinada incluido el sistema híbrido, llega hasta 1250 CV (1232,9 HP) y 625 lb·pie (847 N·m) de par. Posteriormente, existía una actualización que puede elevar su potencia hasta 1350 HP (1369 CV; 1007 kW) a solicitud opcional por parte del cliente. Está acoplado a una transmisión manual secuencial transaxle de siete velocidades instalada en posición transversal, con un embrague multidisco electrohidráulico, enviando la potencia al eje trasero. La batería que alimenta los motores eléctricos, toma la energía de un avanzado sistema de frenada regenerativa, basado en una unidad Motor Generator Unit ("MGU") presente en Fórmula 1, la cual es de 2,8 kWh (10 MJ) y 800 voltios, permitiéndole recorrer unos 19 km (11,8 millas) sin emisiones.
Con todo esto es capaz de acelerar de 0 a 100 km/h (0 a 62 mph) en 1.9 segundos, de 0 a 300 km/h (0 a 186 mph) en 13.8 segundos, de 0 a 400 km/h (0 a 249 mph) en 21.3 segundos, completar el 1/4 de milla (402 m) en 8.1 segundos y alcanzar una velocidad máxima de 268 mph (431 km/h), aunque según algunas estimaciones, podría alcanzar incluso hasta 452 km/h (281 mph). También puede presumir de ser más rápido que el Rimac Nevera, un eléctrico con 1914 CV (1888 HP; 1408 kW). Lo último significa que podría batir otro récord porque, al menos sobre el papel, potencialmente estaría desafiando el récord del Koenigsegg Agera RS de 0-400 km/h (249 mph)-0.

## Récords
Ha logrado romper el récord de pista de Laguna Seca para coches de producción, al haber logrado un tiempo de 1 min 25.446 segundos, a manos del piloto Joel Miller. Este tiempo es más bajo en más de dos segundos el marcado por Randy Pobst a los mandos del McLaren Senna con 1 min 27.62 seg; de hecho, el Czinger ha tenido tanto margen que Miller rodó más rápido que el coche británico hasta en tres vueltas diferentes. El tiempo quedó validado mediante seguimiento por GPS. Por otra parte, para asegurar la validez del récord, tenía que usar neumáticos homologados para circular por carretera, por lo que se equipó con unos Michelin Pilot Sport Cup 2R.
En octubre de 2021 repitió la hazaña en el Circuito de las Américas al superar por 6 segundos el récord del McLaren P1.